# Дом М. Д. Тарасовой
Дом М. Д. Тарасовой — памятник архитектуры. Расположен в Адмиралтейском районе Санкт-Петербурга, современный адрес — набережная реки Фонтанки, 119.
Дом был построен в 1849 году А. М. Болотовым. С 1895 года им владел Алексей Алексеевич Тарасов, купивший его на унаследованные деньги. Его дочь Людмила вышла замуж за Александра Владимировича Юргенса, в 1911 году — начальника станции Царского павильона I железной дороги в Царском Селе.
В 1890-х годах в доме была расположена Контора представителя управления работ по сооружению Уссурийской железной дороги. Кроме учреждений, связанных с железными дорогами, в здании размещалось, в частности, Императорское Российское общество рыбоводства и рыболовства.
Внутренняя структура здания сильно запутана.